# عبد الرحمن بن عبد الله الشاشي
عبد الرحمن بن عبد الله الشاشي (مواليد 1829 - 1904)، والمعروف شعبيًّا باسم الشيخ الصوفي، كان عالمًا بنادريًّا وشاعرًا ومُصلحًا وعالم فلك في القرن التاسع عشر.

## الحياة
وُلِد الشيخ الصوفي في مقديشو، حيث أسس الجماعة القادرية، وهي مدرسة فكرية إسلامية أو طريقة صوفية كان من بين تلاميذه زملاء له مثل أويس البراوي. درس الفلك وكتب على نطاق واسع عن مستقبل مقديشو والعلوم الدينية، وألف كتبًا شعبية مثل شجرة اليقين.
إلى جانب مسيرته العلمية، كان الشيخ الصوفي معروفًا بأنه وسيط عظيم بين التجار وأصحاب المحلات التجارية في المدن الساحلية. باعتباره مصلحًا، يُنسب إليه وضع حد لما اعتبره طقوس الرقص غير الأخلاقية لسكان المدن. وفي حياته الخاصة، كتب أيضًا العديد من القصائد، والتي سينقلها في نهاية المطاف زملاؤه العلماء مثل عبد الله القطبي في كتبهم.

## الحج إلى ضريحه
بعد وفاته في عام 1904، أصبح ضريح الشيخ صوفي موقعًا للحج السنوي للمؤمنين من مختلف أنحاء الصومال وشرق أفريقيا من الصوفية. وفي نهاية المطاف بُني مقبرة حول ضريحه، حيث دُفن الوزراء الصوماليون البارزين والفنانون والرؤساء أيضًا.

## طالع أيضًا
- الإسلام في الصومال
- عبد الله يوسف القطبي